# Joseph Sulzer
Joseph Sulzer (geboren 11. Februar 1850 in Wien; gestorben 14. Jänner 1926 in Wien) war ein österreichischer jüdischer Cellist und Komponist.

## Leben
Als Sohn des einflussreichen jüdischen Reformkantors Salomon Sulzer absolvierte Joseph Sulzer 1869 das Wiener Konservatorium als einer der besten Schüler Karl Schlesingers und wurde daraufhin als Solocellist für die Italienische Oper und als Lehrer am Konservatorium in Bukarest engagiert, wo er vier Jahre blieb. 1875 erhielt Sulzer eine Anstellung im Orchester des Wiener Hofoperntheaters, die er drei Jahre ausfüllte, bis er aus gesundheitlichen Gründen die Stelle aufgeben musste. Nach seiner Genesung vervollkommnete er sein Spiel unter anderem bei David Popper und wurde 1880 als Solospieler an die kaiserliche Hofoper in Wien berufen. Von 1882 bis 1885 war er Mitglied des Hellmesberger-Quartetts. Neben seiner Tätigkeit als Cellist und Kammermusiker war Sulzer seit 1892 auch als Chordirektor der Wiener Kultusgemeinde tätig. Von Sulzers Kompositionen wurde die Sarabande op. 8 u. a. von Fritz Kreisler (Aufnahme von 1904) in der Version für Violine und Klavier auf Schallplatte aufgenommen.

## Werke (Auswahl)
- op. 5 – Novelette in D für Violoncello und Klavier, Leipzig, Breitkopf & Härtel 1886, auch Rahter und Benjamin 1888
- op. 8 – Sarabande für Violoncello/Violine und Orgel/Klavier, Leipzig, Rahter u. Benjamin, o. J.
- op. 10 – Vier Präludien für die Orgel (Harmonium), um 1890, Neuausgabe bei A-R Editions, 2013
- op. 11 – Cavatine für Violoncello und Klavier, Leipzig, Rahter und Benjamin, 1890
- op. 12 – Sommernacht (Adagio) für Violoncello und Klavier
- op. 17 – Drei Stücke (Madrigal, Serenade, Abendfrieden) für Violine oder Violoncello und Klavier, Berlin, Ries & Erler, o. J.
- op. 26 – „Idylle“ im Thüringer Volkston für Violoncello und Harfe/Klavier, Leipzig, Zimmermann, 1913
- o. op.? – Schwedisches Volkslied für Violoncello und Klavier, Leipzig, Breitkopf und Härtel
- o. op. – Bach, J. S.; Präludium c-moll a. d. kl. Präludien mit hinzugefügter Melodie bearb. für Violoncello und Harfe/Klavier von J. Sulzer, Leipzig, Zimmermann, o. J.